# FC Baden
Der FC Baden ist ein Schweizer Fussballclub aus Baden im Kanton Aargau, der 1897 gegründet wurde. Die 1. Herrenmannschaft spielt in der 1. Liga Classic, der vierthöchsten Spielklasse der Schweiz. Die 1. Frauenmannschaft spielt unter dem Namen Baden-Wettingen in der 2. Liga. Der FC Baden zählt momentan fast 1000 Mitglieder.

## Geschichte
Englische Angestellte der Brown Boveri & Cie AG (heute Asea Brown Boveri) befassten sich in Baden 1897 erstmals mit dem in der Schweiz neuen Sport. Trotz enormen Schwierigkeiten, Interesse zu wecken und Anhänger zu finden, schlug sich der junge Verein tapfer. Anfangs hatte er noch kein festes Gebilde, doch das änderte sich 1905. Baden spielte damals in der Gruppe «Zentralschweiz» und wurde danach in die Gruppe «Ostschweiz» eingeteilt. Die erste Elf erkämpfte sich 1907 die B-Meisterschaft und stieg in die damals höchste Liga, die Serie A, auf. Das war der bisher grösste Erfolg in der noch jungen Geschichte des FC Baden.
Die Mannschaft hatte nun aber grosse Probleme, sich durchzusetzen, und musste einige Niederlagen einstecken. Nach langem Kampf bis in die Saison 1917/18 war der Abstieg nicht mehr zu vermeiden. Es ging danach lange auf und ab beim FC Baden, bis dann die Saison 1923/24 eine Besonderheit brachte. 13 Spiele wurden gewonnen und nur zwei verloren. Der FC Baden hatte sich 26 Punkte erkämpft. Allerdings wurden ihm durch den Fall Flury 12 Punkte abgezogen. Flury war ein nicht spielberechtigten Sportler mit falschen Angaben.
1949 brach eine neue Vereinsepoche an, da der FC Baden die drittklassige 1. Liga erreichen konnte. Am 29. Mai 1949 konnte sich der FC Baden als Gruppenmeister für die Aufstiegsspiele qualifizieren. Im entscheidenden Spiel gegen den FC Breitenbach konnte die Mannschaft, am 26. Juni 1949, in der letzten Sekunde das ausschlaggebende Tor erzielen und stieg somit in die 1. Liga auf. Ein Jahr später schaffte es der Verein bis in den Viertelfinal des Schweizer Cups, doch musste gegen den Servette FC eine Niederlage eingesteckt werden. Nach 15 Jahren in der 1. Liga war der FC Baden am 11. Juni 1964 erstmals in der Nationalliga B vertreten. Er gewann das Entscheidungsspiel gegen den SC Burgdorf mit 3:1 in Olten. Zwei Jahre zuvor hatte er es schon einmal versucht, scheiterte jedoch am Ende gegen den FC Cantonal Neuchâtel mit 3:1. 1979 und 1982 konnte er sich noch zwei weitere Male dort platzieren. 
Am ersten Meisterschaftsspiel in der neu erklommenen Nationalliga B wurde der Club durch die Niederlage gegen den SC Brühl St. Gallen mit 1:7 schnell wieder auf den Boden gebracht. Die Mannschaft des FC Baden konnte sich nur schwer in der Nationalliga B halten und musste schliesslich 1969 wieder in die 1. Liga absteigen. Auch beim 2. Versuch 1979 konnte sich der Club nicht lange in der Nationalliga B halten, erst beim dritten Versuch 1982 gelang es dem FC Baden, sich zu beweisen.
In der Saison 1985/86 kam der gegenwärtig grösste Erfolg des Vereins. Am 20. Juni 1985 konnte der FC Baden den FC Martigny-Sports im Endspiel der Aufstiegsrunde mit 4:1 schlagen und stieg somit in die höchste Spielklasse der Schweiz, die Nationalliga A, auf. Während einer Saison spielte der Club in der Nationalliga A, musste dann aber, nach vielen verlorenen Spielen, wieder absteigen.
Beim achten Anlauf gelang am 11. Juni 2022 gegen den FC Paradiso (TI) der Aufstieg in die Promotion League. Danach konnte man in der Saison 2022/23 an die Erfolge anknüpfen und den direkten Aufstieg in die zweithöchste Spielklasse, die Challenge League, realisieren. 2023/24 folgte allerdings der direkte Wiederabstieg in die Promotion League. Noch schlimmer kam es in der Saison 2024/25, als der Club knapp, nur aufgrund der schlechteren Tordifferenz, in die 1. Liga Classic abstieg.

## Der Fussballplatz Scharten
1922 wurde der Fussballplatz Scharten gekauft. Noch nie zuvor hatte der FC Baden eine eigene Spielstätte, und damals war das noch eine sehr kostspielige Angelegenheit. Doch der Scharten nahm an Wert zu, was allerdings einige dazu verführte, den Platz verkaufen zu wollen. 1928 wurde der Senioren-Konvent, bestehend aus Ehrenmitgliedern, Präsident und wichtigen Mitgliedern, gegründet, welcher über alle Veränderungen entschied. Fritz Voser, Obmann des Konvents, war gegen die Idee, den Fussballplatz zu verkaufen, wodurch sich niemand an ihm vergreifen konnte. 1988, nach dem Verkauf des Scharten und dem Bezug des neuen Stadions Esp, wurde der Konvent aufgelöst.
Lange musste der FC Baden auf eine Tribüne, Umkleide- und Duschräume warten, bis es 1950 so weit war. Dank dem Jubiläum zum 50-jährigen Bestehen des Clubs konnte das kostspielige Projekt durch zahlreiche Spenden von der neu gegründeten Finanz- und Baukommission an die Hand genommen werden.
Die Einweihung der Nachtspielanlage auf dem Scharten war, neben dem Platzkauf 1922 und der Einweihung der Tribüne 1949, ein weiterer Meilenstein in der Geschichte des FC Baden. 1958 war es so weit, nun hatte der FC Baden auch die Möglichkeit, am Abend zu spielen, was dem immer schneller wachsenden Fussballclub sehr entgegenkam. Zur Einweihung kamen 1'500 Zuschauer, um ein Spiel gegen den FC Zürich zu sehen.

## Stadion Esp
Schon lange bestand in Baden ein akuter Mangel an Spielfeldern. Dazu kam noch, dass auch die Gemeinde Wettingen den Scharten für einige Zwecke beanspruchte. Der FC Baden benötigte dringend mehr Platz, wodurch man sich nach einer neuen Trainingsfläche umsah.
Am 4. Dezember 1975 gab der Vorstand bekannt, dass Wettingen den Kaufvertrag unterzeichnet hat und der Fussballplatz Scharten somit veräussert wurde. Der Verkaufspreis wurde auf 1'935'790 Fr. festgesetzt, doch der FC Baden hatte immer noch das Nutzrecht bis zur Beanspruchung der Gemeinde Wettingen.
Die Stadt Baden hatte schon früh an die Verwirklichung einer Sportanlage gedacht und so schon in den sechziger Jahren ein 7 ha offenes Landstück in der Gemeinde Fislisbach erworben. Leider konnte erst nach langen und intensiven Verhandlungen über die Nutzung und die Einzonung des Areals eine akzeptable Lösung gefunden werden. Am 24. Mai 1984 genehmigte der Einwohnerrat einen Projektierungskredit in der Höhe von 120'000 Fr. für die Sportanlage Esp und ein Jahr später einen Baukredit von 6,186 Mio. Fr. Am 30. Juni 1985 hiessen auch die Stimmbürger das Projekt mit einem eindeutigen Mehr gut. Nun stand dem FC Baden nichts mehr im Weg, um sein eigenes Stadion zu bauen. Nach der Fertigstellung hatte der Verein genug Platz zum Trainieren; ausserdem eine grosse Tribüne, Umkleidekabinen, Lagerräume und noch vieles mehr. 
Die Eröffnungsfeier fand am 11. und 12. Juni 1988 statt.
Seit dem 14. Juni 2008, dem 20-jährigen Jubiläum des Stadions Esp, besitzt das es einen VIP-Bereich (genannt RVBW-Lounge). Er wurde gebaut, um bessere Möglichkeiten zu haben, Sponsoren zu hospitalisieren, und zusätzliche Sitzungszimmer zu haben. Drei Jahre danach, am 3. September 2011, fand die Eröffnungsfeier des neuen Kunstrasens statt. Er ermöglicht dem FC Baden bis heute den ganzjährigen Trainingsbetrieb und 50 Testspiele im Winter.

## Grösste Erfolge
- Aufstieg in die 1. Liga: 1949
- Aufstieg in die Nationalliga B: 1964, 1979
- Aufstieg in die Nationalliga A: 1985
- Aufstieg in die Promotion League: 2022
- Aufstieg in die Challenge League: 2023

## Supportervereinigung
Durch den wachsenden Erfolg im Jahre 1951, den Aufstieg in die 1. Liga, wurden die finanziellen Mittel immer knapper. Der Spielbetrieb konnte kaum noch bestritten werden, ausserdem benötigte man dringend einen Trainer. Mit der Gründung der Supporter-Vereinigung wollte man den FC Baden finanziell unterstützen. Den Anstoss dazu gab der damalige Badener Apotheker Heinz Hemmi. Nachdem die Sache gründlich überdacht worden war, beriefen die Herren Heinz Hemmi, Willi Fischer und Fritz Minder am 5. Oktober 1951 eine Gründungsversammlung ein. Daraufhin zeigten sich zwanzig Männer bereit, dem FC Baden zu helfen. 2022 zählte die Vereinigung 120 Mitglieder.

## Ausbildung

### Juniorenabteilung
Der FC Baden ist ein Ausbildungsverein, der rund 350 Junioren in 32 Mannschaften zählt. Es werden alle Altersgruppen abgedeckt, von den G-, F-, E-, D-, C-, B- bis zu den A-Junioren. Der FC Baden bietet die Möglichkeit, sowohl Breitensport als auch im Leistungssport Fe-12 bis U-15 zu spielen. Er besitzt ausserdem eine Frauenabteilung mit momentan drei Mannschaften. Die Juniorenmannschaften sind regelmässig im Aargauer Cupfinal anzutreffen.

### Frauenabteilung
1971 wurde die Frauenabteilung des FC Baden gegründet. Heute ist sie fester Bestandteil des Vereins. Sie ist der Juniorenabteilung angeschlossen. Die erste Frauenmannschaft des FC Baden spielt momentan in der 2. Liga unter dem Namen Baden-Wettingen.

### Team Aargau
Das Team Aargau besteht seit 2006 aus einem Zusammenschluss der Aargauer Vereine FC Aarau, FC Baden und FC Wohlen zur gemeinsamen Förderung des talentierten Fussballnachwuchses der Region in professionellen Ausbildungsstrukturen. Aktuell befinden sich sechs ehemalige FC-Baden-Spieler vom Team Aargau in Super-League- oder Challenge-League-Mannschaften, darunter Silvan Widmer (Udinese Calcio) sowie Oliver Jäckle und Marco Thaler (FC Aarau). Seit 2010 stellt das Team Aargau auch U-16- und U-18-Teams in der Frauenkategorie. Der FC Baden hat sich bereit erklärt, das letzte Ausbildungssegment im Team Aargau zu übernehmen und die besten Spieler nach der U-18 an den Profibereich heranzuführen und im Aktivbereich zu integrieren. Bereits sechs Spieler aus dem Team Aargau sind im Kader der 1. Mannschaft des FC Baden. Im Frauenfussball des Teams Aargau ist das Ziel, den Spielerinnen eine hervorragende Ausbildung zu bieten. Zwei Spielerinnen haben es vom Team Aargau in die Schweizer Nationalmannschaft geschafft.

## Andere Sportabteilungen

### Leichtathletik
Der FC Baden hatte auch einmal eine Leichtathletik-Sektion, welche heute nicht mehr existiert. In den Jahren nach dem Ersten Weltkrieg wurde auf dem Sportplatz Scharten Leichtathletik trainiert. Der FC Baden konnte Erfolge feiern, doch die Sektion wurde nach ein paar Jahren, durch Mangel an Nachwuchs, aufgelöst.

## Afrika-Projekt
Der FC Baden ist mit dem Afrika-Projekt auch wohltätig engagiert. Dabei handelt es sich um ein Entwicklungshilfeprojekt, bei dem der Club seine alten Trikots und weiteres Material an Drittweltländer spendet. Mit der bereits erfolgten Abgabe von 30 alten Dress-Sätzen und zusätzlichem Material an Hilfsorganisationen in der Dritten Welt konnte der FC Baden wertvolle Kontakte zu Hilfswerken schaffen.
Neben Kenia, Rumänien und Sansibar schickte der FC Baden auch eine Lieferung Material nach Calheta auf Kap Verde. An dieser von dem Schweizer Beat Clerc geführten Sportschule wird neben Fussball auch Laufsport unterrichtet. 
Der FC Baden startete mit dem Verein «bd sport active» eine langfristige Zusammenarbeit in Calheta do Sao Miguel auf den kapverdischen Inseln. Die Ausbildung ist ausgerichtet auf Mädchen und Knaben ab Leistungsklasse U10. Die Grundidee liegt in der Verbindung von Sport, Bildung und Kultur, weshalb sich die Schule auch ADEC nennt; Academia de Desporto, Educação e Cultura.
Baden wird weiterhin im Stadion Esp Material und Geld sammeln, um diese Schule zu unterstützen.

## Bekannte Spieler
| Spieler        | Nationalmannschaft      | Geburtstag | Position     | Bei FC Baden         |
| -------------- | ----------------------- | ---------- | ------------ | -------------------- |
| Diego Benaglio | Schweiz                 | 08.09.1983 | Tor          | 1997–1999            |
| Jörg Stiel     | Schweiz                 | 03.03.1968 | Tor          | 1974–1981            |
| Marc Hodel     | Schweiz                 | 06.11.1970 | Verteidigung | 1989–1992            |
| Raimondo Ponte | Schweiz                 | 04.04.1955 | Mittelfeld   | 1988–1994            |
| Andre Meier    | Schweiz                 | 03.03.1965 | Mittelfeld   | 1985–1986, 1996–1998 |
| Mladen Petrić  | Kroatien                | 01.01.1981 | Sturm        | 1996–1999            |
| Vedad Ibišević | Bosnien und Herzegowina | 06.08.1984 | Sturm        | 2000–2001            |
| Rainer Bieli   | Schweiz                 | 22.02.1979 | Sturm        | 1998–1998, 2011–2013 |
| David Sesa     | Schweiz                 | 10.07.1973 | Sturm        | 1993–1994            |
| Daniel Gygax   | Schweiz                 | 28.08.1981 | Sturm        | 1988–1998            |

Weitere ehemalige Trainer/Spieler sind in der Kategorie:Person (FC Baden) zu finden.

## Die Vereinspräsidenten
| Jahre     | Präsident                    |
| --------- | ---------------------------- |
| 1897–1902 | Fritz Weltli                 |
| 1902–1907 | Heinrich Thurnherr           |
| 1907–1911 | Erwin Stäger                 |
| 1911–1913 | Max Brolocks                 |
| 1913–1915 | Fritz Hirzel                 |
| 1915–1922 | Walter Obrist                |
| 1922–1923 | René Lewin                   |
| 1923–1924 | Eduard Baldenweg             |
| 1924–1925 | Eugen Landolt                |
| 1925–1926 | Fritz Voser                  |
| 1926–1927 | Eugen Füchter                |
| 1927–1929 | Jean Billeter                |
| 1929–1931 | Fritz Hegnauer               |
| 1931–1935 | Willy Fischer                |
| 1935–1939 | Rudolf Sulzer                |
| 1939–1942 | Julius Lehmann               |
| 1942–1944 | Karl Boner                   |
| 1944–1946 | Albert Bouvard               |
| 1946–1947 | Franz Schmid                 |
| 1947–1953 | Karl Steidel                 |
| 1953–1954 | Ernst Minder / Rudolf Sulzer |
| 1954–1957 | Ferdinand Plain              |
| 1957–1959 | Hans Pfister                 |
| 1959–1964 | Giacinto Leoni               |
| 1964–1967 | Edgar Brunner                |
| 1967–1972 | George Keusch                |
| 1972–1974 | Johnny Hirschi               |
| 1974–1979 | Herbert Strittmatter         |
| 1979–1982 | Edi Bieri                    |
| 1982–1988 | Roland Wunderli              |
| 1988–1990 | Peter Rohner                 |
| 1990–1991 | Peter Egloff                 |
| 1991–1998 | Gian-Pietro Bettoni          |
| 1998–2003 | Rolf Ernst                   |
| 2003–2010 | Heinz Gassmann               |
| 2010–2013 | Thomi Bräm / Siegbert Jäckle |
| 2013–2018 | Thomi Bräm                   |
| 2018–2024 | Heinz Gassmann               |
| seit 2024 | Hermann Löhrli               |